# Героическое приключение доблестного принца Ланселося
Героическое приключение доблестного принца Ланселося (англ. The Heroic Quest of the Valiant Prince Ivandoe) — датско-британский мультсериал, созданный аниматорами «Удивительного мира Гамбола» Евой Ли Валлберг и Кристианом Бовинг-Андерсоном. Премьера состоялась в Дании, Исландии, Финляндии, Норвегии и Швеции 20 ноября 2017 года. Это пародия на британский роман Вальтера Скотта «Айвенго» 1819 года.

## Сюжет
Отец принца леса Ланселося, король чащи Могучий Олень, решил помочь сыну и будущему правителю обрести мужество и отправил Ланселося с важным заданием — добыть Золотое Перо Орлиного короля. В компании своего верного оруженосца, маленькой птицы по имени Берт, принц пускается в невероятное и забавное путешествие, во время которого ему предстоит открыть неизведанные и мистические участки леса и многих удивительных существ.

## Телепередача
Выход серии в эфир начался в январе 2018 года в центральной и восточной Европе на канале Cartoon Network, в том числе Германию, Италию, Португалию, Польшу, и на испанском канале Boing, и в феврале 2018 во Франции и в Африке к югу от Сахары. В Соединённом Королевстве премьеру эпизодов можно увидеть исключительно на канале YouTube.